# Thorvald Ellegaard Arena
Thorvald Ellegaard Arena er en overdækket cykelbane i Odense, med atletikfaciliteter i midten. Arenaen er opkaldt efter Thorvald Ellegaard. Arenaen ligger i Odense Idrætspark-området, som også har et fodboldstadion, idrætshal, atletikstadion, skøjtehaller, bowlinghal og cricketstadion.
Atletikbanerne indeholdende bl.a. 200 meter løbebaner i inderkredsen. Arenan ligger på samme sted som den gamle cykelbane. Arenas træbane er 250 meter lang, hvilket er samme længde som i Ballerup Super Arena, men en anelse kortere end den tidligere bane. Til gengæld er det ikke muligt at afholde større stævner på banen, da den er uden tilskuerpladser. Taget over den 7.000 kvadratmeter store kombinerede arena, er en tekstildug, som sikrer at både udøvere af banecykling og atletik kan træne og afvikle mindre konkurrencer hele året rundt. Samtidigt blev der anlagt en park nord for arenaen med en stor sø. Vandcenter Syd opsamler regnvandet fra de 13.200 kvadratmeter overdækning, og leder regnvandet ned i søen.

## Historie
Odense Cykelbane åbnede oprindeligt den 25. juli 1948 som en udendørsbane under åben himmel og blev herefter hjemmebane for baneafdelingen af den lokale cykelklub Cykling Odense. Banen var vært for Junior Verdensmesterskaberne i 1988 og Danmarksmesterskaberne i 2004. I 2013 blev banen brudt ned for at bygge en ny overbygget bane. I et offentligt-privat partnerskab skulle der i stedet bygges en ny overdækket cykelbane med atletikfaciliteter.
Selvom planerne var langt fremme, blev der flere gange skabt tvivl om projektets gennemførelse. Odense Kommune udarbejdede allerede i 2006 en lokalplan for at give mulighed for at overdække Odense Cykelbane, samt opførelse af ny bebyggelse. 73 millioner kroner blev i efteråret 2012 fundet til projektet, der endelig efter mange års kamp og tvivl er en realitet. Thorvald Ellegaard Arena Odense blev officielt indviet den 16. januar 2015 og med 1. træningsstævne søndag den 16. november 2014.

## Galleri
- Konstruktion
- Konstruktion
- Konstruktion

## Fodnoter
1. ↑  www.fyens.dk, 4. januar 2009 – Fynske cykelfolk bæver for banen igen Arkiveret 29. marts 2015 hos  Wayback Machine

55°23′58.47″N 10°20′47.75″Ø / 55.3995750°N 10.3465972°Ø